# Auvio Kids TV
 (octobre 2020).
Si vous disposez d'ouvrages ou d'articles de référence ou si vous connaissez des sites web de qualité traitant du thème abordé ici, merci de compléter l'article en donnant les références utiles à sa vérifiabilité et en les liant à la section « Notes et références ».
Auvio Kids TV (anciennement OUFtivi jusqu'en août 2023) est une chaîne de télévision belge pour la jeunesse diffusée en journée jusqu'à 20 h sur le troisième réseau de la RTBF.

## Histoire de la chaîne
OUFtivi est mis à l'antenne le dimanche 26 septembre 2010 à 6h55 du matin sur le troisième réseau de la RTBF et vient remplacer l'émission pour la jeunesse Ici Bla-Bla diffusée pendant plus de 15 ans sur La Deux. À l'inverse de ce qui était fait avec Ici Bla-Bla, OUFtivi dépasse les deux fois une heure par jour et la matinale n'est pas la rediffusion de l'après-midi de la veille.
À l'image de MTV et Nickelodeon en Belgique qui partageaient le même canal, OUFtivi partage celui de La Trois en occupant 34 % de l'antenne, ce qui profite largement à La Trois qui, sans l’offre jeune en appui, peinerait sans doute à occuper intégralement l’antenne sans diluer sa programmation.
Avec un indice de notoriété en constante progression (de 11,6 % en 2010 à 38,5 % en 2016), Auvio Kids TV, totalement sans pub, propose des contenus pour les 4-10 ans.
Le 28 août 2023, la RTBF annonce le changement de nom de la chaîne, celle-ci passant d'OUFtivi à Auvio Kids TV.
Le 29 janvier 2024, les chaînes Auvio Kids TV et La Trois sont scindées, sur les plateformes numériques seulement. La Trois retrouve ainsi un canal propre[réf. nécessaire].

## Programmes
Auvio Kids TV propose une programmation à destination des 4 à 10 ans sans publicité. Les enfants animent eux-mêmes, créent et visionnent les programmes composés d'informations pédagogiques et de dessins animés, dont une partie provient des studios Dreamwall de Marcinelle (association entre la RTBF et Dupuis Audiovisuel). La chaîne clôture sa matinale soit avec le générique de fin du journal télévisé pour enfants Les Niouzz ou celui de C'est pas sorcier. Auvio Kids TV se termine en soirée avec la fin des Niouzz.

### Émissions
- Les Niouzz : journal télévisé quotidien qui aborde l’actualité avec pédagogie et dont les commandes sont pour partie laissées aux enfants qui réalisent des interviews ou témoignent face à la caméra. Cette démarche d’éducation aux médias est menée en partenariat avec les écoles.
- Rocky & Lily : chaque jour après l’école, Rocky & Lily attendent avec impatience l’arrivage du jour. Un colis surprise qu'ils feront découvrir avec imagination et malice ! Un moment de détente rempli de découvertes, de folie et de dessins animés
- Viens je t'explique: c'est l'offre éducative à destination des enfants de 6 à 12 ans pour revoir les maths, le français et l’éveil. Des moments de révision et des séquences ludiques pour respirer, le tout animé par Robin, préparé en collaboration avec la Fédération Wallonie-Bruxelles. Née avec le titre "Y'a pas école, on révise" le 6 avril 2020, en pleine pandémie de Covid-19, l'émission d'abord proposée quotidiennement est passée à un rythme hebdomadaire dès septembre 2020.

## Nouveau programme:
- 100% Loup
- Abominable et la ville invisible
- Alice et Lewis
- Azuro & la brigade des dragons
- Arthur et les Minimoys
- Bienvenue chez les mouches
- Billy, le hamster cowboy
- Cracké la famille s'éclate
- Dora l'exploratrice
- Dragons: les neuf royaumes
- Lego dreamzzz
- Grizzy et les Lemmings
- Héros à moitié
- Quantum Heroes Dinoster
- Imago
- Interstellaire Ella
- Kung Fu Panda: Le chevalier dragon
- LEGO Ninjago
- Les aventures du Chat Potté
- Les Croods (Pré)histoires de famille
- Les Schtroumpfs
- Les Sisters
- Miraculous : Les Aventures de Ladybug et Chat Noir
- Mille Bornes Challenge
- Oum le dauphin blanc
- PAW Patrol : La Pat'Patrouille
- Pétronix
- Ruben & cie
- Shaker Monster
- Super Wings
- Team Zenko Go
- Trolls Trollstopia
- Une saison au zoo
- L'armure de Jade

## Ancien programme:
- 100% Loup : Le Grimoire de Haine
- Adventure Time
- Albator
- Alvinnn et les Chipmunks
- Annedroïdes
- Baby Boss : Les affaires reprennent
- Boule et Bill
- Brico Club
- Captain Tsubasa
- Cédric
- Code Lyoko
- Chasseur de Dragon
- Denver, le dernier dinosaure
- Duck Dodgers
- Dragon Ball
- Dragons : Les Gardiens du ciel
- Ernest et Rebecca (2021-)
- Garfield et Cie
- George de La Jungle
- Geronimo Stilton
- Goldorak
- Idéfix et les Irréductibles
- Il était une fois... la Vie
- Il était une fois... les Découvreurs
- Il était une fois... les Explorateurs
- Kaeloo
- Kika et Bob
- Léonard
- Le Monde de Pahé
- Le Monde selon Kev
- Les As de La Jungle
- Les Aventures de Tintin
- Les Dalton
- Les Nouvelles Aventures de Lucky Luke
- Les P'tits Diables
- Les Super Nanas Zeta
- Lulu Vroumette
- Magic
- Mamemo
- Marsupilami
- Molusco
- Trulli Tales
- Oggy et les Cafards
- Papyrus
- Radiant (depuis 2021-)
- Rantanplan
- Spirou et Fantasio
- Teen Titans Go!
- Titeuf
- Trolls : En avant la musique !
- Victory Kickoff!!
- Yo-Kai Watch
- Zig et Sharko

## Logos

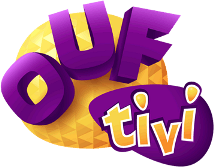
Logo du 26 septembre 2010 à 2016.
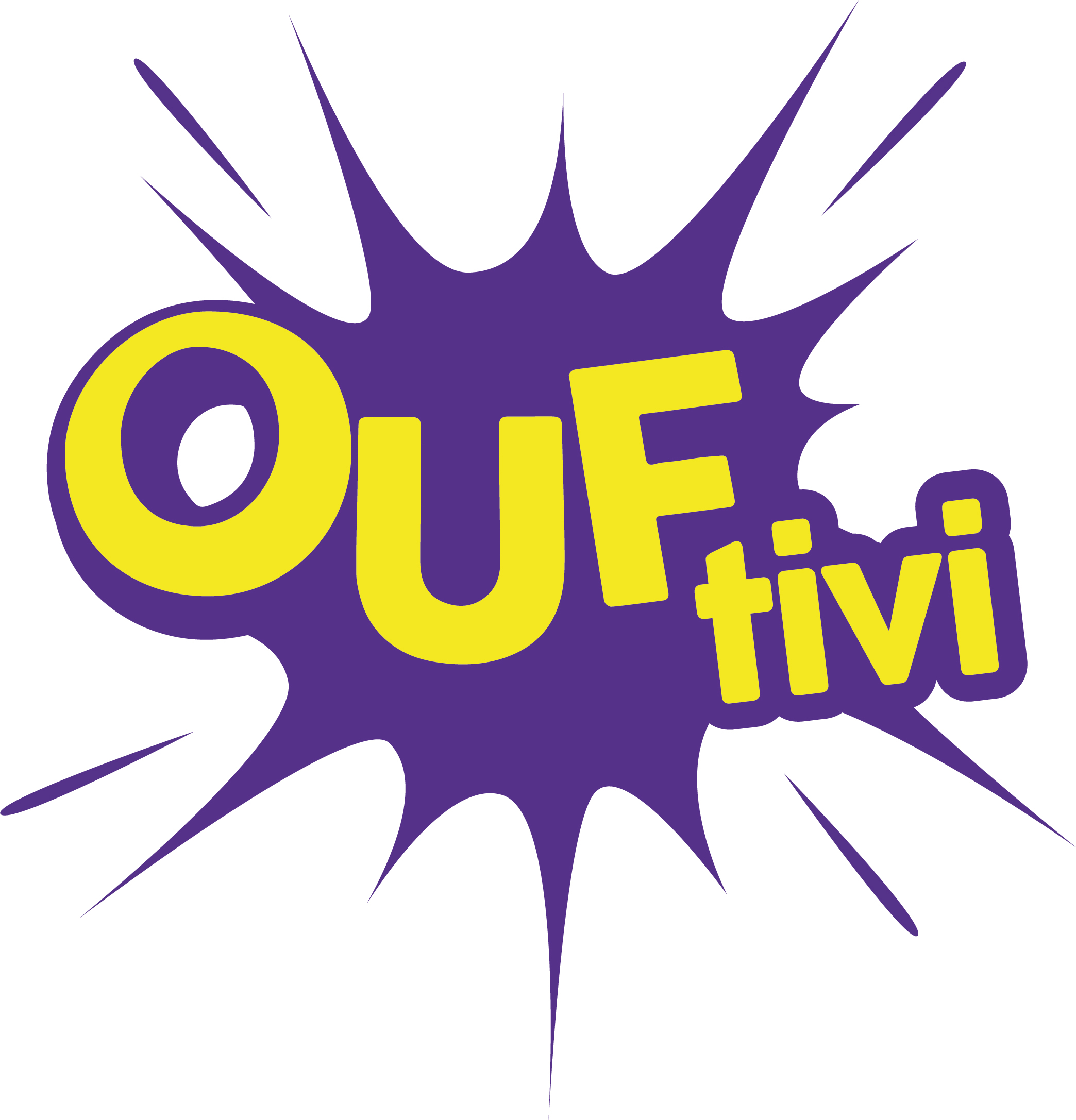
Logo de 2016 à avril 2020.
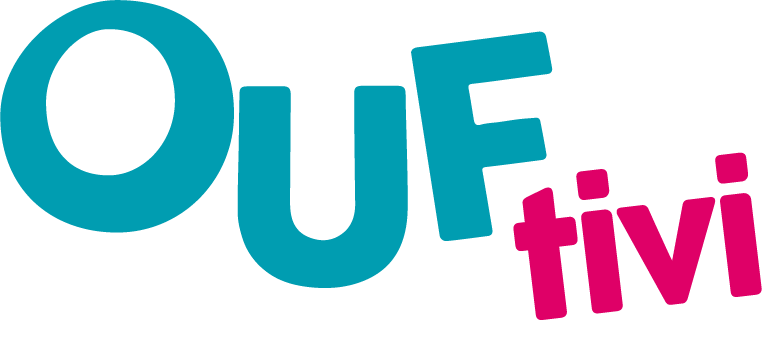
Logo de avril 2020 à août 2023.
Logo depuis août 2023.

## Voix-off
- Aurélien Ringelheim (depuis septembre 2021)